# Міяуті Місумі
Міяуті Місумі (нар. 6 вересня 1971) — колишня японська тенісистка.
Найвищу одиночну позицію світового рейтингу — 115 місце досягла 19 квітня 1993, парну — 136 місце — 10 лютого 1992 року.

## Фінали ITF
| Легенда         |
| --------------- |
| турніри $50,000 |
| турніри $25,000 |
| турніри $10,000 |

### Одиночний розряд (3–3)
| Результат | Ранг | Дата           | Турнір               | Покриття | Суперниця       | Рахунок       |
| --------- | ---- | -------------- | -------------------- | -------- | --------------- | ------------- |
| Перемога  | 1.   | 22 жовтня 1988 | Куросіо, Японія      | Тверде   | Еміко Сакаґуті  | 6–4, 6–3      |
| Поразка   | 1.   | 10 лютого 1991 | Джакарта, Індонезія  | Тверде   | Яюк Басукі      | 2–6, 2–6      |
| Поразка   | 2.   | 19 липня 1992  | Віго, Іспанія        | Ґрунт    | Анніка Нарбе    | 3–6, 3–6      |
| Поразка   | 3.   | 5 травня 1996  | Сеул, Південна Корея | Ґрунт    | Стефані Роттьєр | 1–6, 0–6      |
| Перемога  | 2.   | 11 травня 1996 | Сеул, Південна Корея | Ґрунт    | Керрі-Енн Г'юз  | 1–6, 6–3, 6–1 |
| Перемога  | 3.   | 3 травня 1998  | Ґіфу, Японія         | Трава    | Пак Сон Хі      | 6–3, 6–4      |

### Парний розряд (1–2)
| Результат | Ранг | Дата           | Турнір                | Покриття | Партнерка           | Суперниці                     | Рахунок          |
| --------- | ---- | -------------- | --------------------- | -------- | ------------------- | ----------------------------- | ---------------- |
| Поразка   | 1.   | 10 лютого 1991 | Джакарта, Indonessia  | Ґрунт    | Їда Ей              | Керрі-Енн Г'юз Джастін Годдер | 6–7, 5–7         |
| Перемога  | 1.   | 24 червня 1991 | Кальтаджіроне, Італія | Тверде   | Сільвія Фаріна-Елія | Александра Фусаї Олівія Фері  | 6–7, 6–4, 6–4    |
| Поразка   | 2.   | 29 травня 1995 | Севілья, Іспанія      | Ґрунт    | Мотідзукі Хіроко    | Марта Кано Нурія Монтеро      | 7–6(4), 4–6, 4–6 |